# Меган Дъ Стелиън
Меган Дъ Стелиън (на английски: Megan Thee Stallion) е американска хип-хоп певица и авторка на песни.
Родена е на 15 февруари 1995 година в Сан Антонио в семейството на афроамериканска хип-хоп музикантка, което малко по-късно се премества в Хюстън. От 2013 година публикува в интернет свои рап видеоклипове, които привличат вниманието на издателски компании и след 2018 година започва да издава професионално свои работи, които бързо ѝ донасят широка известност.
Участва в предаванията „Джими Кимъл Лайв“, „Легендарно“, където е член на журито, и „Ши-Хълк: Адвокат“.
Тя е бисексуална.